# Jejsk
Jejsk (ros. Ейск) – miasto w Rosji, w Kraju Krasnodarskim, nad Morzem Azowskim. Około 83,1 tys. mieszkańców (2021). Znajduje się tam uzdrowisko oraz kąpielisko morskie. Do 1918 działała w Jejsku linia tramwaju parowego. Miasto zostało założone w 1848 przez księcia Michała Woroncowa z polecenia cara.
W mieście rozwinął się przemysł maszynowy, spożywczy, obuwniczy oraz drzewny.

## Wypoczynek i turystyka
Jejsk jest znany z wód mineralnych i zdrowotnych kąpieli błotnych. Ma szereg parków, sanatorium, centra rekreacyjne, hotele i plaże. Sezon kąpielowy trwa od maja do września. W mieście znajdują się liczne kawiarnie, kluby i dyskoteki.